# Saint-Valérien (Vendée)
Saint-Valérien és un municipi francès situat al departament de Vendée i a la regió de País del Loira. L'any 2007 tenia 465 habitants.

## Demografia

### Població
El 2007 la població de fet de Saint-Valérien era de 465 persones. Hi havia 192 famílies de les quals 40 eren unipersonals (20 homes vivint sols i 20 dones vivint soles), 88 parelles sense fills, 60 parelles amb fills i 4 famílies monoparentals amb fills.
La població ha evolucionat segons el següent gràfic:
Habitants censats

### Habitatges
El 2007 hi havia 235 habitatges, 192 eren l'habitatge principal de la família, 36 eren segones residències i 7 estaven desocupats. Tots els 234 habitatges eren cases. Dels 192 habitatges principals, 157 estaven ocupats pels seus propietaris, 29 estaven llogats i ocupats pels llogaters i 6 estaven cedits a títol gratuït; 4 tenien dues cambres, 28 en tenien tres, 39 en tenien quatre i 121 en tenien cinc o més. 180 habitatges disposaven pel capbaix d'una plaça de pàrquing. A 82 habitatges hi havia un automòbil i a 95 n'hi havia dos o més.

### Piràmide de població
La piràmide de població per edats i sexe el 2009 era:
| Homes | Edats   | Dones |
| ----- | ------- | ----- |
| 0     | 95 o +  | 0     |
| 0     | 90 a 94 | 0     |
| 0     | 85 a 89 | 20    |
| 4     | 80 a 84 | 0     |
| 12    | 75 a 79 | 16    |
| 16    | 70 a 74 | 4     |
| 8     | 65 a 69 | 16    |
| 8     | 60 a 64 | 12    |
| 16    | 55 a 59 | 12    |
| 12    | 50 a 54 | 24    |
| 16    | 45 a 49 | 12    |
| 8     | 40 a 44 | 24    |
| 28    | 35 a 39 | 4     |
| 4     | 30 a 34 | 8     |
| 12    | 25 a 29 | 16    |
| 8     | 20 a 24 | 12    |
| 20    | 15 a 19 | 24    |
| 20    | 10 a 14 | 4     |
| 4     | 5 a 9   | 20    |
| 8     | 0 a 4   | 16    |

## Economia
El 2007 la població en edat de treballar era de 295 persones, 211 eren actives i 84 eren inactives. De les 211 persones actives 195 estaven ocupades (110 homes i 85 dones) i 16 estaven aturades (8 homes i 8 dones). De les 84 persones inactives 38 estaven jubilades, 16 estaven estudiant i 30 estaven classificades com a «altres inactius».

### Ingressos
El 2009 a Saint-Valérien hi havia 197 unitats fiscals que integraven 501 persones, la mediana anual d'ingressos fiscals per persona era de 16.732 €.

### Activitats econòmiques
Dels 23 establiments que hi havia el 2007, 1 era d'una empresa extractiva, 2 d'empreses de fabricació d'altres productes industrials, 6 d'empreses de construcció, 4 d'empreses de comerç i reparació d'automòbils, 1 d'una empresa de transport, 2 d'empreses d'hostatgeria i restauració, 1 d'una empresa immobiliària, 4 d'empreses de serveis i 2 d'empreses classificades com a «altres activitats de serveis».
Dels 8 establiments de servei als particulars que hi havia el 2009, 1 era un taller de reparació d'automòbils i de material agrícola, 2 paletes, 2 guixaires pintors, 2 fusteries i 1 agència immobiliària.
L'any 2000 a Saint-Valérien hi havia 17 explotacions agrícoles.

## Equipaments sanitaris i escolars
El 2009 hi havia una escola elemental integrada dins d'un grup escolar amb les comunes properes formant una escola dispersa.

## Poblacions més properes
El següent diagrama mostra les poblacions més properes.